# Цветелина Русалиева
Цветелина Русалиева е българска художничка и дизайнерка, основателка на „Галерията за съвременно изкуство София“ и на Българската галерия за съвременно световно изкуство в Рим „Galleria della Luce di Roma“.

## Биография
Родена е през 1973 г. в Русе, в артистична среда, в семейство на художници, потомци на старата българска фамилия Русалиеви от Бургас.
Завършва моден дизайн със специалност моделиране и конструиране на облекло в "Професионалната гимназия по облекло „Недка Иван Лазарова“ в град Русе, а по-късно завършва интериорен дизайн в Българо-гръцки Колеж „Делта“ в София. Има самостоятелни изложби в Берлин, Саарбрюкен, Палермо, Рим, Женева и Ню Йорк.
Има редица реализирани творчески проекти в България и в чужбина. Тя е организатор на множество изложби на български автори в чужбина. Организира и активно участва в благотворителни художествени изложби и събития.
Носител е на наградата за Най-добър млад дизайнер на Форум Българска мода през 1997 г.
През 2015 г. участва в престижното „Architectural Digest Home Show“ в Ню Йорк и Маями.